# ロバート・ウォーカー・Jr
ロバート・ウォーカー・Jr（Robert Walker Jr., 1940年4月15日 - 2019年12月5日）は、アメリカ・ニューヨーク市クイーンズ出身の俳優。ロバート・ウォーカーとクレジットされることもある。
アルフレッド・ヒッチコック監督の『見知らぬ乗客』（1951年）で知られる俳優ロバート・ウォーカーと1940年代から1950年代にかけて活躍した大女優ジェニファー・ジョーンズとの間に生まれた長男。弟マイケル・ウォーカーも俳優。父親によく似ており、デビュー当時は周囲からも期待されたが、常に亡父と比較される上、映画では作品自体に恵まれなかったこともあり、目立った実績を残せなかった。しかし、数多くのテレビドラマに出演している。

## 来歴
1940年4月15日、ニューヨークのクイーンズで当時はまだ駆け出しの俳優だったロバート・ウォーカーとフィリス・リー・イスリー（後のジェニファー・ジョーンズ）の間の長男として生まれる。1941年に弟マイケルが誕生した後、母がハリウッドを代表する名プロデューサー、デヴィッド・O・セルズニックの目に留まったことから両親とともにハリウッドに移る。セルズニックの後押しで両親がそれぞれハリウッドデビューを果たし、母はデビュー作『聖処女』（1943年）で、いきなりアカデミー主演女優賞を受賞する。しかし、当時既に母とセルズニックが不倫関係にあったことから、両親は1943年に別居、1945年に離婚し、弟ともに母親に引き取られる。1949年に母親がセルズニックと再婚し、セルズニックが義父となる。実父ロバート・ウォーカーは1951年に32歳で急死した。
1957年にテレビドラマ『First Performance』に端役で出演する。1960年代に入ると、ニューヨークのアクターズ・スタジオで演技を学び、その頃最初の妻エリー・ウッドと結婚、後に2人の間には3人の子が生まれる。1962年に人気テレビシリーズ『ルート66』にゲスト出演し、以降、様々なテレビドラマに出演する。
1964年の主演映画『ミスタア・パルバー』が酷評され、キャリアに大きな傷を残す。この映画はジャック・レモンがアカデミー助演男優賞を受賞した『ミスタア・ロバーツ』（1955年）の続編であり、レモンが演じたパルバーを主人公とした作品であることからレモンの演技と比較されることが確実な作品だった。その後も映画には出演するが、いずれも目立った実績にはならず、活動の中心はテレビに戻る。

## 主な出演作品
- ルート66 Route 66 (1962) ※ Across Walnuts and Wine にゲスト出演。
- 零（ゼロ）下の敵 The Hook (1963)
- 脱走計画 The Ceremony (1963)
- ベン・ケーシー Ben Casey (1962, 1964) ※ And Even Death Shall Die と There Was Once a Man in the Land of Uz にゲスト出演。
- ミスタア・パルバー Ensign Pulver (1964)
- バークレー牧場 The Big Valley (1965) ※ My Son, My Son にゲスト出演。
- 宇宙大作戦（スタートレック） Star Trek: The Original Series (1966) ※最初のテレビシリーズの『チャーリーX（邦題　セイサス星から来た少年）』でチャーリー・エヴァンスを演じた。
- タイム・トンネル The Time Tunnel (1967) ※第22話「Billy the Kid」にビリー・ザ・キッド役で出演。
- 真昼の衝動 The Happening (1967)
- 戦う幌馬車 The War Wagon (1967)
- ボナンザ Bonanza (1967) ※ The Gentle Ones にゲスト出演。
- 七人の無法者 The Savage Seven (1968)
- 真昼の逃亡者 Killers Three (1968)
- イージー・ライダー Easy Rider (1969)
- 国境のかなたに明日はない Young Billy Young (1969)
- 渚の果てにこの愛を La Route de Salina (1970) ※フランス映画
- 悪魔のエイリアン Beware! The Blob (1972)
- ドンファン Don Juan ou Si Don Juan était une femme... (1973) ※LaLa TV放映時のタイトルは『ドン・ファンがもし女だったら』
- 刑事コロンボ Columbo (1974) ※第3シリーズの『愛情の計算』でホセ・フェラーの息子役。
- ミッシング・ボーダー/地獄の戦場 Angkor: Cambodia Express (1982)
- ダーク・エンジェル/殺しの抱擁 Olivia (1983)
- ハンボーン Hambone and Hillie (1983)
- 魔女の棲む村 The Devonsville Terror (1983)
- ジェシカおばさんの事件簿 Murder, She Wrote (1987, 1990) ※ The Corpse Flew First Class と Shear Madness にゲスト出演。
- L.A.ロー 七人の弁護士 L.A. Law (1991) ※ Good to the Last Drop にゲスト出演。